# Jacques Steenbergen

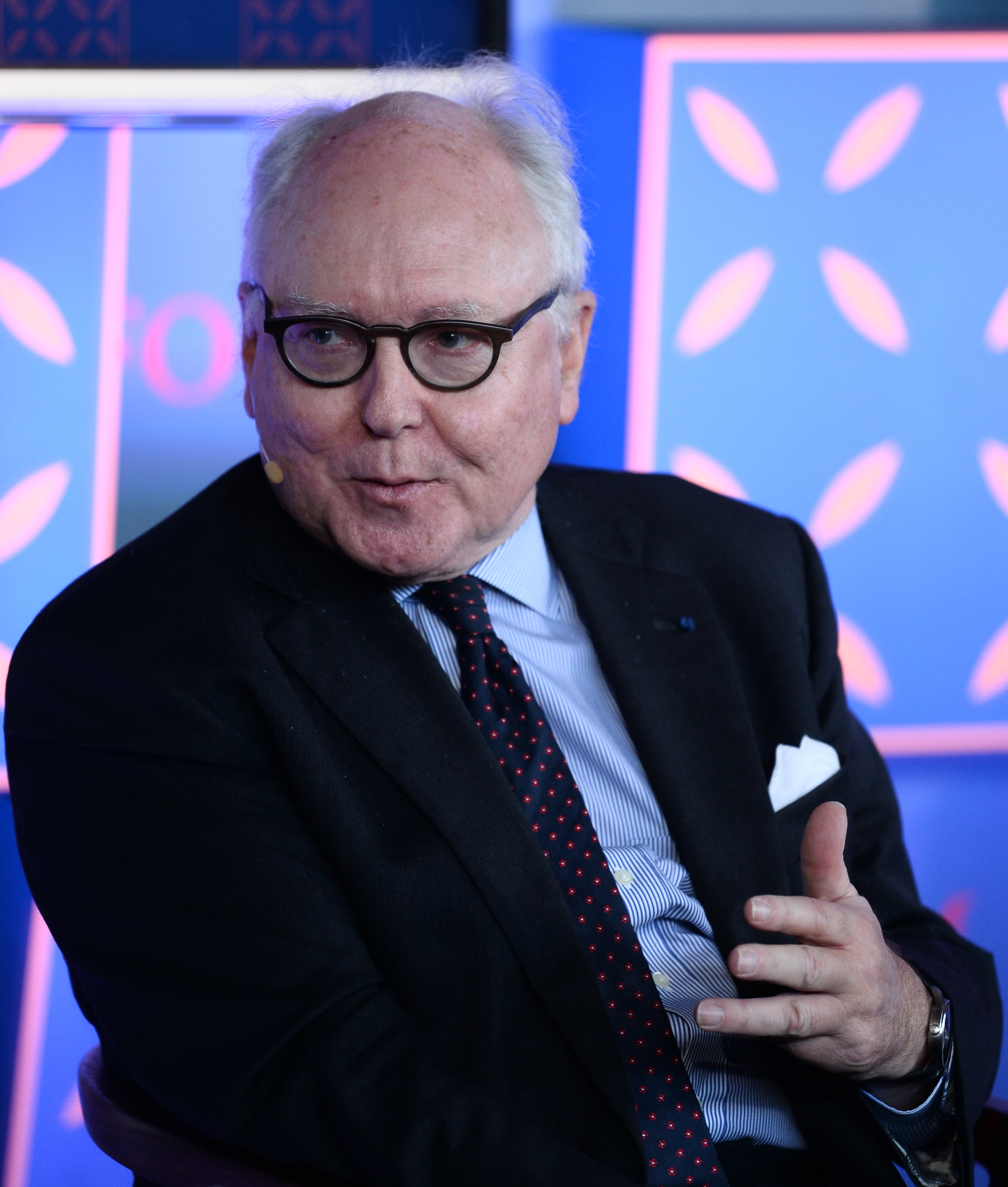
Jacques Steenbergen in 2017

Jacques Steenbergen (Antwerpen, 1949) is een Belgisch rechtsgeleerde, voormalig advocaat en topambtenaar en emeritus hoogleraar aan de Katholieke Universiteit Leuven.

## Levensloop
Jacques Steenbergen liep school aan het Xaveriuscollege en studeerde economie, rechten en wijsbegeerte aan de UFSIA in Antwerpen en rechten aan de Katholieke Universiteit Leuven, waar hij in 1978 bij Walter Van Gerven met een proefschrift over rechtsbescherming bij ondernemingen in moeilijkheden tot doctor in de rechten promoveerde. Aan de Leuvense universiteit is hij tevens emeritus buitengewoon hoogleraar. Hij doceerde er van 1980 tot 2014 mededingingsrecht. Van 1982 tot 1984 was Steenbergen referendaris op het kabinet van de president van het Hof van Justitie van de Europese Unie. Hij was advocaat-stagiair bij Pierre Van Ommeslaghe en was van 1986 tot 2007 was Steenbergen tevens advocaat aan de balie van Brussel. Hij was achtereenvolgens verbonden aan de advocatenkantoren Braun Claeys Verbeke Sorel (1986-1989), Loeff Claeys Verbeke (1990-2000) en Allen & Overy (2001-2007).
Van 2007 tot 2013 was hij directeur-generaal van de algemene directie Mededinging van de Federale Overheidsdienst Economie, K.M.O., Middenstand en Energie. Van de oprichting als een autonome instelling in 2013 tot zijn ontslag in 2023 was hij voorzitter van de Belgische Mededingingsautoriteit.
Steenbergen is of was onder meer:
- lid van het Bureau van het Competition Committee van de OESO
- lid van de redactie van het Nederlands-Belgische Tijdschrift voor Europees en Economisch Recht, waarvan hij van 2003 tot 2012 hoofdredacteur was
- lid van het wetenschappelijk comité van het Franse tijdschrift Concurrences
- voorzitter van de raad van bestuur van de Stichting van het Koninklijk Conservatorium van Brussel (2007-2013, 2016-2017)
- ereadvocaat
- lid van de Algemene Vergadering van de Orde van Vlaamse Balies en de Raad van de Nederlandse Orde van Advocaten te Brussel

- Bibsys: 99021441
- CiNii: DA00655203
- Gemeinsame Normdatei: 130080705
- International Standard Name Identifier: 0000 0000 8290 5356
- Library of Congress Control Number: n82056217
- Nederlandse Thesaurus van Auteursnamen: 06868147X
- Système universitaire de documentation: 221450122
- Virtual International Authority File: 108442408
- WorldCat: E39PCjBG4fVB9qthBfbgwdCPcP